# 야마하 YM2608

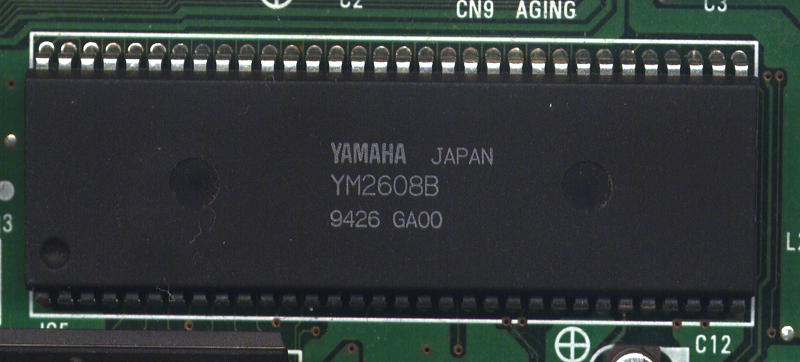
야마하 YM2608

야마하 YM2608(별칭 OPNA)은 야마하가 제조한 사운드 칩이다. 야마하의 OPN FM 음원 제품군에 속하며 야마하 YM2203의 후속칩이다.
닛폰 전기의 PC-8801 및 PC-9801 컴퓨터 제품군에 사용됐다.

## 사양
- 동시재생 FM 음원 채널 6개. YM2203 기반
- 내부통합된 SSG 채널 3개. AY-3-8910의 변형 야마하 YM2149 사용
- ADPCM 샘플 채널 1개. 표본화 비율 2–55 kHz
- 리듬 채널 6개. 롬에 저장된 '리듬형' 샘플 6종을 재생함

## 기술 상세
변형 칩 모델 YMF288(OPN3)이 생산돼 후기 NEC PC-9801 사운드카드에 사용됐다.

## 같이 보기
- 야마하 YM2149
- 야마하 YM2203
- 야마하 YM2610
- 야마하 YM2612